# Antonio Menegazzo
Antonio Menegazzo (ur. 13 września 1931 w Cittadella, zm. 20 marca 2019 tamże) – włoski duchowny rzymskokatolicki posługujący w Sudanie, w latach 1996-2010 administrator apostolski El Obeid.

## Życiorys
Święcenia kapłańskie przyjął 15 czerwca 1956. 15 grudnia 1995 został prekonizowany administratorem apostolskim El Obeid. Sakrę biskupią otrzymał 3 marca 1996. 15 sierpnia 2010 przeszedł na emeryturę.